# 徐駿 (清朝)
徐駿（1683年—1730年），字觀卿，號堅蕉，江蘇崑山人，清代文人，刑部尚书徐学幼子，康熙五十二年癸巳恩科进士，选翰林院庶吉士。

## 生平
徐駿為徐乾學第五子，母為徐乾學側室張氏。少年聰慧，師從周雲陔，恃才狂放。同居京邸試禮部，周雲陔督責嚴厲，竟被他以巴豆煮湯毒死，遂得“藥師佛”之號。康熙五十二年（1713年）癸巳恩科進士，選翰林院庶吉士。雍正八年（1730年），他被怨家揭發其诗集中有「明月有情遠顧我，清風無意不留人」、「清风不识字，何故乱翻书」之作，由於當時盛行文字獄，清廷以反诗论罪为“譏訕悖亂之言”。是年十月四日，经刑部等衙门议奏，被處死。

## 家庭
配顧予咸侄顧嗣雍女，側室唐氏。有二子：長子徐德藻配長洲吳大溶女; 次子徐德諒配吳縣蔣應焻次女。還有四女：長女嫁查嗣瑮子查基，次女嫁昆山李昭復，三女嫁滿洲李世仁子李錕，四女嫁馮協一子馮願。